# Minyades
Les Minyades sont les filles du roi d'Orchomène en Béotie, Minyas.

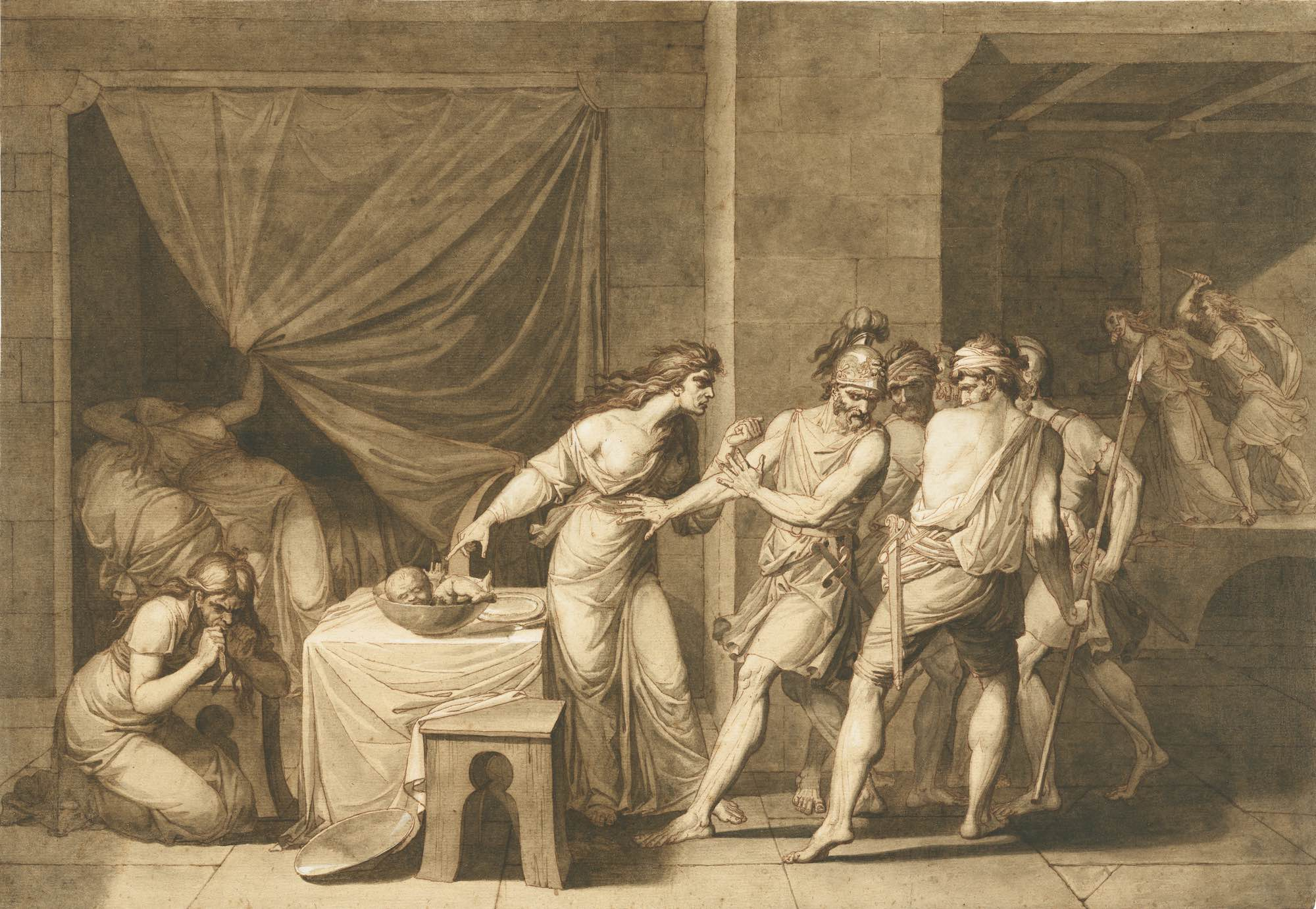
Étienne-Barthélémy Garnier, Une Minyade montrant le corps d’Hippase.

Elles étaient au nombre de trois et se nommaient Leucippé (Λευχίππη), Arsinoé (Άρσινόη) et Alcathoé (Άλχαθόη). Selon la légende, elles refusèrent de se rendre à des bacchanales et de s’adonner au culte de Dionysos. Pour se venger le dieu les punit en les frappant de folie : elles démembrèrent Hippase, le jeune fils de Leucippé. Elles furent ensuite transformées en corbeau, chauve-souris et hibou. Ce crime sanglant et son expiation sont à la base de la fête béotienne des Agrionies.

## Mythes semblables
- Les femmes d’Argos devenues folles et qui dévorèrent leurs nourrissons car elles n’exaltaient pas convenablement Dionysos[4].
- Les trois filles de Proétos (Lysippé, Iphinoé, Iphianassa) frappées de démence par Dionysos ou Héra et guéries par Mélampous[5].
- Les sœurs Agavé, Ino et Autonoé, qui tuèrent Penthée, le fils d'Agavé, lors d'un délire dû à Dionysos.

## Sources
- Pseudo-Apollodore, Bibliothèque [détail des éditions] [lire en ligne]
- Élien, Histoires variées [lire en ligne] (III, 42)
- Antoninus Liberalis, Métamorphoses [détail des éditions] (X)
- Ovide, Métamorphoses [détail des éditions] [lire en ligne] (IV, 1)
- Plutarque, Œuvres morales [détail des éditions] [lire en ligne] (IV-18 :Quaestiones graecae/Etiologie grecque, 299F/38)